# Leihvertrag (Deutschland)
Ein Leihvertrag liegt im Schuldrecht vor, wenn eine Sache unentgeltlich zum Gebrauch überlassen wird.

## Allgemeines
Der Eigentümer einer beweglichen Sache muss diese nicht selbst nutzen, sondern kann ihren Gebrauch anderen überlassen. Dies ist möglich durch Leihvertrag (kostenlos), Mietvertrag (gegen Mietzahlung), Pachtvertrag (gegen Pachtzins), Leasing (gegen Leasinggebühr) oder Darlehensvertrag (gegen Kreditzins). Umgangssprachlich wird Leihe und Miete oft verwechselt bzw. die Begriffe werden synonym verwendet, sodass der Leihwagen stets ein Mietwagen ist, wenn seine Gebrauchsüberlassung mit einem Mietzins verbunden ist. Auch ein Fahrrad-, Boots- oder Ski-"Verleih" vermietet im juristischen Sinne die Fahrzeuge. 
Ebenso handelt es sich beim umgangssprachlichen „Ausleihen“ von Lebensmitteln (z. B. Hühnereiern) beim Nachbarn nicht um eine Leihe, sondern um ein Sachdarlehen, weil nicht die „ausgeliehenen“ (bereits verbrauchten) Eier, sondern andere Eier in gleicher Menge und Beschaffenheit geschuldet werden (Gattungsschuld).

## Rechtsfragen
Im deutschen Zivilrecht wird der Leihvertrag durch die §§ 598 bis 606 BGB geregelt. Die Vertragsparteien heißen Leihgeber oder Verleiher als Eigentümer der zu verleihenden Sache und Leihnehmer oder Entleiher. Durch den Leihvertrag bleibt der Verleiher Eigentümer und wird zum mittelbaren Besitzer, der Entleiher wird unmittelbarer Besitzer der Sache. Das Gesetz geht in § 604 Abs. 1 BGB von einer befristeten Leihe aus. Nach Ablauf der Leihzeit oder nach Kündigung durch den Verleiher hat der Entleiher dem Verleiher die entliehene Sache zurückzugeben (§ 604 Abs. 1 BGB). Im Gegensatz zum Darlehensvertrag ist bei der Leihe dieselbe Sache zurückzugeben. Während der Leihzeit darf die Sache vom Entleiher nur vertragsgemäß gebraucht werden; er ist nicht berechtigt, die Sache an Dritte weiterzugeben (§ 603 BGB).
Der Entleiher muss keinen Ersatz für Abnutzungen und Verschlechterungen an der Leihsache leisten, wenn diese aus dem vertragsgemäßen Gebrauch herrühren. Bei Schäden durch nicht vertragsgemäßen Verbrauch richtet sich die Haftung des Entleihers nach dem allgemeinen Schadensersatzrecht. Der Verleiher hat hingegen gemäß § 599 BGB nur Vorsatz und grobe Fahrlässigkeit zu vertreten. Weiterhin muss der Verleiher bei einem Schadenseintritt beim Entleiher für den Schaden aufkommen, wenn er arglistig einen Mangel an der Sache verschwiegen hat, § 600 BGB. Sofern für die Sache Unterhaltungskosten anfallen (z. B. bei einem Tier), trägt diese gemäß § 601 BGB regelmäßig der Entleiher.

## Vertragspflichten
Bei der Leihe handelt es sich um einen unvollkommen zweiseitigen Vertrag. Die Vorschriften für das Synallagma, wie etwa die Einrede des nicht erfüllten Vertrags gemäß § 320 BGB, sind daher nicht anwendbar. Der Verleiher ist zur kostenlosen Gebrauchsüberlassung der Leihsache über den vereinbarten Zeitraum verpflichtet. Durch die Kostenfreiheit der Überlassung grenzt sich der Leihvertrag insbesondere von der Miete und vom Darlehen ab, bei welchen die Überlassung einer vertretbaren Sache kostenpflichtig ist.

## Leihgebühr
Die Leihgebühr bezeichnet umgangssprachlich ein Entgelt für die zeitweilige Überlassung einer Sache zum Gebrauch (Nutzung, Vermietung von Gegenständen, Inanspruchnahme). Da eine Leihe jedoch stets unentgeltlich ist, es somit keine Leihgebühren geben kann, bedeutet Leihgebühr im allgemeinen Sprachgebrauch eigentlich Mietgebühr.
So sind bereits seit geraumer Zeit die in den 1950er Jahren üblichen Leihgebühren für öffentliche Bibliotheken zunächst für Rentner und Studenten, dann auch für Kinder und schließlich für alle Ausleiher abgeschafft worden. Teilweise werden jedoch einmalige oder jährliche Gebühren erhoben.

### Regelung der Leihgebühr in der DDR
Der umgangssprachliche Begriff war insofern ungenau, da das ZGB die Leihe als im sozialistischen Sinne unentgeltliche Gebrauchsüberlassung definierte und das Entgelt für die Gebrauchsüberlassung im Ausleihdienst als Preis bezeichnete.
Erst die AO Nr. Pr. 2/1 vom 28. Juni 1968 (GBl. II, S. 573) ersetzte den Begriff "Leihgebühr" durch die allgemeine Bezeichnung Entgelt (z. B. Entgelte für die Vermietung von sonstigen beweglichen Gegenständen wie Sportgeräten, Fotoapparaten, u. ä., Entgelte für Leistungen der Leihbüchereien). Für sogenannte Leihverpackungen wurden in der Regel Abnutzungsbeträge vereinbart.

## Haftung
Aufgrund der Unentgeltlichkeit der Gebrauchsüberlassung wird der Verleiher privilegiert. Er haftet nach § 599 BGB nur für Vorsatz und grobe Fahrlässigkeit im Rahmen des Leistungsstörungsrechts. Man wird diese Wertung jedoch bei Schäden, die im Rahmen des Deliktsrechts ausgeglichen werden und durch den Leihvertrag verursacht sind, übertragen müssen und auch hier nur für Vorsatz und grobe Fahrlässigkeit haften lassen.
Umgekehrt haftet der Leihnehmer in vollem Umfang für die Leihsache, wenn diese während der Leihe durch den Leihnehmer beschädigt wird oder verloren geht.

## Leihgabe

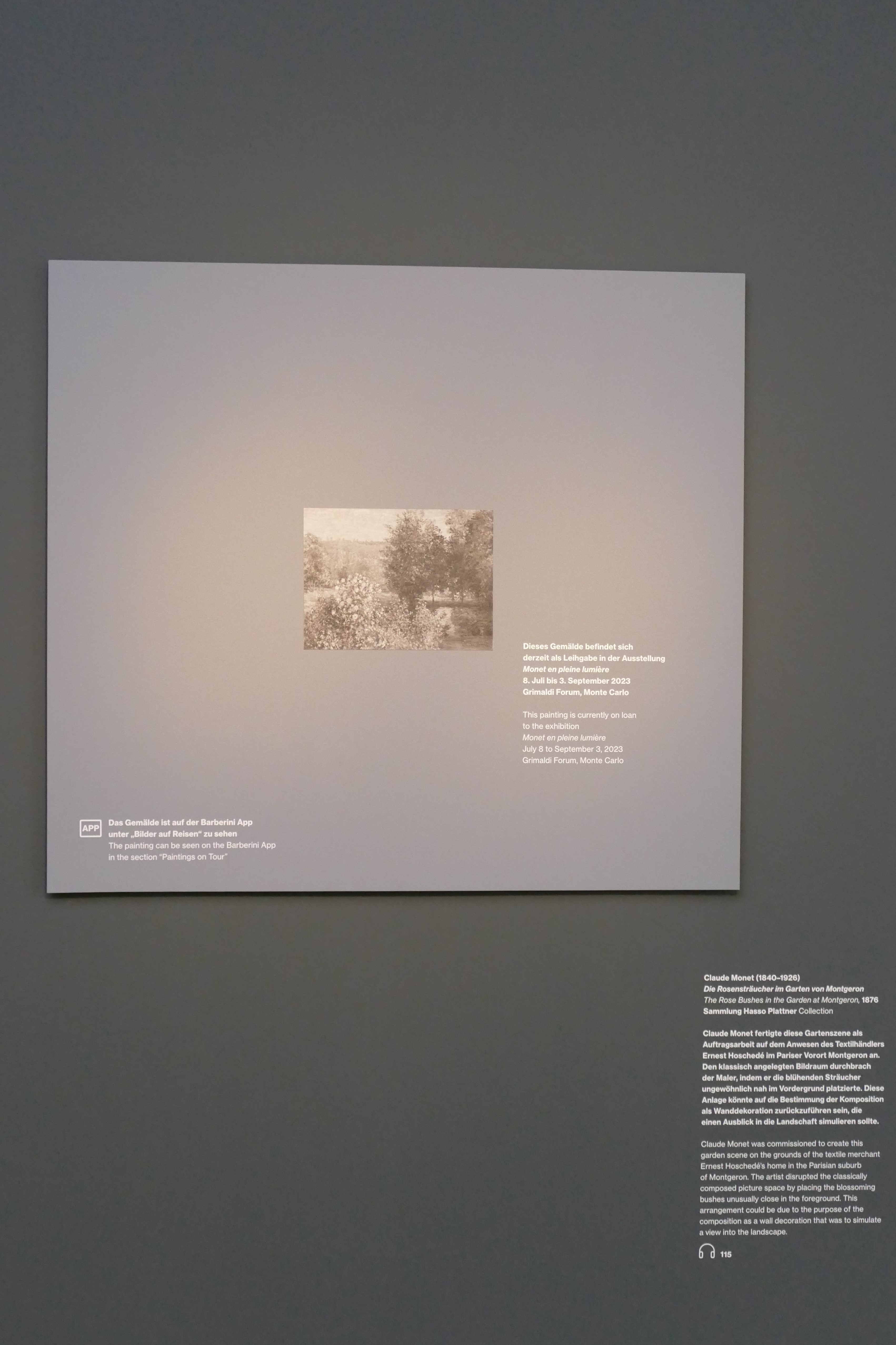
Dokumentation einer kurzfristigen Leihgabe im Museum Barberini

Im musealen Kontext nimmt die Leihsache eine gesonderte Form ein. Literatur und gängige Praxis unterscheiden drei Formen – die kurzfristige Leihgabe, die langfristige Leihgabe und die Dauerleihgabe – je nach zeitlicher Dauer. Letztere wird oft synonym mit der langfristigen Leihgabe gesetzt. Eine Leihgabe gewährt die Gelegenheit, Kulturgüter, Kunstgegenstände oder andere Objekte einem breiten Publikum in einer (ständigen) Ausstellung zugänglich zu machen. Über die Leihgabe wacht dabei der sogenannte Kurator.
Aus rechtlicher Sicht bezeichnet ein Dauerleihvertrag lediglich eine unbefristete Leihe, wobei auch eine Dauerleihgabe als solche jederzeit gekündigt werden kann, unter Beachtung vereinbarter oder gesetzlicher Kündigungsvoraussetzungen.
Sowohl die kurzfristige als auch die langfristige Leihgabe werden durch einen einfachen Vertrag geregelt, in dem das Ende der Leihdauer festgelegt und Auflagen durch den Leihgeber in Bezug auf Objekterhaltung (Klima, Licht) gemacht werden. Bei der langfristigen Leihgabe besteht die Gefahr, dass die Objekte oft wie museumseigene Stücke behandelt werden und es vorkommen kann, dass sie plötzlich nicht mehr als Leihgaben erkennbar sind. Bei Rückzug durch den Leihgeber können unvorgesehene Lücken im Bestand entstehen. Dies unterscheidet auch die Leihgabe von der Schenkung.
Ebenfalls problematisch ist bei u. U. über Jahrzehnte laufenden Leihgaben die Klärung der Rechtsnachfolge eines Leihgebers, auch eventuelle Investitionen des Leihnehmers in das Objekt (z. B. für eine Restaurierung) sind bei einer Rückforderung verloren. Daher werden heute bei längerfristigen Leihverträgen meist Regelungen für diese Fragen getroffen. 
Bedenklich können Leihgaben werden, wenn der Leihgeber das Ziel verfolgt, ein hinsichtlich seiner Echtheit fragwürdiges Objekt aufzuwerten, indem es als Leihgabe in einem Museum untergebracht wird. Mit dem Verweis auf die zeitweilige Ausstellung in einem renommierten Museum können dann Zweifel an der Echtheit zerstreut und der Verkaufswert gesteigert werden.
Leihgaben können sowohl durch natürliche Personen (anonym oder benannt) als auch juristische Personen (Unternehmen oder Stiftung) gemacht werden.